# Sompting
Sompting est un village et une paroisse civile du Sussex de l'Ouest, en Angleterre.

## Toponymie
Le nom de la localité est attesté sous les formes Suntinga en 956 ; Sultinges en 1086. 
Sompting procèderait du vieil-anglaise *sumpt (non attesté) « marécage », suivi du suffixe -ingas qui désigne la parentèle plus ou moins élargie. Il signifirait littéralement « les gens qui habitent dans un marécage ».
Remarque : on ne trouve aucune trace d'un -t final associé au mot sump, les sources considèrent généralement que la forme du vieil anglais est *sump (non attestée), bien qu'on trouve une forme attestée sumpt en moyen bas allemand. Le proto-germanique est *sumpaz « marécage » et a donné l'allemand Sumpf, le moyen bas allemand sump et le moyen néerlandais somp, sump (> néerlandais zomp). Par ailleurs, le moyen anglais sompe, sumpe > anglais sump (obsolète) est possiblement un emprunt au moyen bas allemand ou au moyen néerlandais.

## Géographie
Sompting se situe dans le Sussex de l'Ouest, un comté du Sud-Est de l'Angleterre. Il se trouve dans le sud de ce comté, non loin du littoral de la Manche. Le centre-ville de Worthing se trouve à quelques kilomètres au sud-ouest du village.
Le village est traversé par la route A27 (en), un axe routier majeur reliant Salisbury à Pevensey. La West Coastway line (en), qui relie Southampton à Brighton, passe tout au sud de la paroisse civile ; la gare la plus proche est celle d'East Worthing (en).
Au Moyen Âge, Sompting fait partie du rape de Bramber (en), l'un des six rapes du comté de Sussex. Le Sussex de l'Ouest est constitué en tant que comté administratif en 1888, puis comme comté cérémoniel et comté non métropolitain en 1974. Au sein de ce comté, Sompting relève du district non métropolitain d'Adur.

## Histoire
Le Domesday Book indique qu'en 1066, le domaine de Sompting est détenu par le comte Léofwine Godwinson, qui le tient du roi Édouard le Confesseur. Après la conquête normande de l'Angleterre, en 1066, Guillaume le Conquérant constitue le rape de Bramber (en) et le confie en fief à un seigneur normand, Guillaume de Briouze (en). Ce dernier accorde des terres à Sompting à trois de ses vassaux : Raoul, fils de Théodric, un deuxième Raoul et enfin Robert le Sauvage. Le village compte alors 53 feux.

## Démographie
Au recensement de 2011, la paroisse civile de Sompting comptait 8 561 habitants.
| Année | Population |
| ----- | ---------- |
| 1801  | 405        |
| 1811  | 441        |
| 1821  | 472        |
| 1831  | 519        |
| 1841  | 515        |
| 1851  | 559        |
| 1881  | 682        |
| 1891  | 700        |
| 1901  | 679        |
| 1911  | 660        |
| 1921  | 735        |
| 1931  | 1 212      |
| 1951  | 3 604      |
| 1961  | 5 830      |
| 1971  | 7 645      |
| 2011  | 8 561      |

## Culture locale et patrimoine
L'église paroissiale de Sompting (en) est dédiée à Marie. Le bâtiment comprend des éléments qui remontent à la période anglo-saxonne, en particulier sa tour qui possède une flèche rhénane (en) unique en Angleterre. Le gros de l'église date du XIIe siècle, à l'époque où elle se trouve sous le contrôle des Templiers. Elle constitue un monument classé de grade I depuis 1954.